# Plemyriopsis facetata
Plemyriopsis facetata là một loài bướm đêm trong họ Geometridae.